# Chambre des représentants (Birmanie)
Pour les autres articles nationaux ou selon les autres juridictions, voir Chambre des représentants.
Assemblée actuellement dissoute
Complexe de l'Assemblée de l'Union
La Chambre des représentants (en birman : ပြည်သူ့ လွှတ်တော် romanisé : Pyithu Hluttaw) est la chambre basse de l'Assemblée de l'Union, le parlement bicaméral de Birmanie. 
Comme la Chambre des nationalités, elle a été suspendue le 1er février 2021 après un coup d'État militaire.

## Système électoral
La chambre des représentants est composée de 440 sièges renouvelés tous les cinq ans, dont 330 à pourvoir au scrutin uninominal majoritaire à un tour dans autant de circonscriptions électorales correspondant aux 330 municipalités du pays. Les 110 sièges restants sont nommés par le commandant en chef des Forces armées birmanes. 
Des seconds tours peuvent exceptionnellement avoir lieu en cas d'égalité des voix entre les deux candidats arrivés en tête. L'élection du représentant d'une circonscription n'est par ailleurs reconnue valide qu'à condition que la participation y atteigne le quorum de 50 % des inscrits. À défaut, un nouveau scrutin est organisé dans la circonscription concernée.